# Cserepes
Cserepes (1899-ig Pongyelok, szlovákul: Hrnčiarska Ves, korábban Pondelok) község Szlovákiában, a Besztercebányai kerületben, a Poltári járásban.

## Fekvése
Rimaszombattól 17 km-re északnyugatra, Poltártól 5 km-re keletre, a Szuha-patak partján fekszik.
Nyugatról Poltár, délről Fazekaszsaluzsány, (illetve külterületének délnyugati nyúlványa révén) Kétkeresztúr és Osgyán, délkeletről Susány, északkeletről Telep, északnyugatról pedig Csehberek községekkel határos.
A község 25,7756 km²-es határát két kataszteri terület és három településrész alkotja:
- Cserepes (Pondelok): 19,3624 km² (Cserepes és Maštinec)
- Nagyszuha (Veľká Suchá): 6,4132 km²

## Története
A község területén a bronzkorban a pilinyi kultúra települése állt.

### Nagyszuha
A mai falu Nagyszuha részét 1285-ben "Scuha" néven említik először. 1303-ban "Zuha" alakban szerepel. Az újabb időkben a Jánoky és Jákóffy család birtoka volt. A településen híres vásárokat tartottak. 1828-ban Nagyszuhán 59 ház állt 420 lakossal. Lakói cserépkészítéssel és fazekassággal foglalkoztak.
Gömör-Kishont vármegye monográfiája szerint: "Nagyszuha, a hasonnevű völgyben fekvő tót kisközség, körjegyzőségi székhely, 71 házzal és 429, nagyobbrészben róm. kath. vallású lakossal. Hajdan a vármegye nagyobb községei közé tartozott és előbb a Jánokyak, majd a Jákófyak voltak a földesurai, a kiknek itt a mai Hrad nevű dűlőn váruk vagy erődítvényük is volt. Azelőtt vásárjoggal is bírt a község és Sofranicza nevű dűlője is ennek az emlékét tartja fenn, mert e helyen rendesen a sáfrányosok ütötték fel sátraikat. Későbbi birtokosai a Kovács és a Jakab családok voltak. A lakosok nagyrésze cserépzsindely és fazékkészítéssel foglalkozik. A községhez tartozó Vapnó nevű kőfejtőhelyen, melynek egyik emelkedettebb pontján a XX. század emlékére kápolna épül, mammuthcsontokat találtak, melyek most a rimaszombati múzeumban vannak. A faluban savanyúvíz-forrás is van, melyet azonban csak a falubeliek használnak. A kath. templom 1815-ben épült, de tornyát csak 1851-ben fejezték be és 1898-ban a templomot díszesen kifestették. A község plébániája már 1397-ben fennállott. Ide tartoznak Alsó- és Felső-Koplaló puszták is. A községben van posta, távírója és vasúti állomása pedig Rimaszombat."
A trianoni békeszerződésig Gömör-Kishont vármegye Rimaszombati járásához tartozott.
1964-ben csatolták Cserepeshez.

### Cserepes
Cserepest csak 1515-től említik az írott források. A Jánoky, Jákóffy család és mások birtoka volt. 1515-ben "Pondolok",1516-ban "Pondelok" néven említik. Magyar nevét fejlett agyagiparáról kapta. A 18. században Róth Gábor porcelángyárat alapított a községben. 1828-ban 68 házában 474 lakos élt. Lakói hagyományosan kézművesek voltak.
Vályi András szerint: "PONGYELOK. Tót falu Hont Vármegyében, földes Urai több Uraságok, lakosai katolikusok, de leginkább evangélikusok, kik többnyire Fazekas mesteremberek, fekszik Nagy Szuhához nem meszsze, mellynek filiája; nevezetesíti Róth Ferentz Úrnak portzellán műhelye, és savanyú vize; határjában legelője van elég, és fája mind a’ kétféle, piatzozása Rimaszombatban; de mivel földgye nem mindenütt termékeny, és néhol vizes, második osztálybéli."
Fényes Elek szerint: "Pongyelok, tót falu, Gömör és Kis-Honth vmegyében, Rimaszombathoz észak-nyugotra 4 órányira: 76 kath., 398 evang. lak. Evang. templom. Kastély. Sok cserépedény-égetés. A masztineczi pusztán savanyuvize van. F. u. többen."
Gömör-Kishont vármegye monográfiája szerint: "Pongyelok, a Szuha patak völgyén fekvő tót kisközség, körjegyzőségi székhely, 87 házzal és 412 ág. ev. h. vallású lakossal. E községnek hajdan a Jánoky és a Jákófy család volt a földesura. Később a Malatinszky és a Szilárdy család lett a birtokosa, jelenleg pedig a Thalabér Lajos örökösének, Polgáry Izaurának van itt nagyobb birtoka. A községben két úrilak van. Az egyiket Malatinszky Ferencz építtette és az most Gyurácz Jánosé, a másikat pedig, a mely most Polgáry Izauráé, Thalabér Lajos emeltette. A XVIII. században itt híres porczellángyár volt, mely annak idején a holicsival versenyzett. A község határában ma is megvan a kitűnő tűzálló agyag. Van továbbá savanyúviz-forrása, melyet azonban csak a falubeliek használnak. A lakosok közül sokan a cserépégetést és a fazekas-mesterséget űzik. Ág. h. ev. temploma oly régi, hogy építési ideje is ismeretlen. Ide tartoznak Mastinecz, Új-puszta és Hlinova telepek is. A község postája Nagyszuha, távírója és vasúti állomása Rimaszombat vagy Poltár."
A trianoni békeszerződésig Gömör-Kishont vármegye Rimaszombati járásához tartozott.
1964-ben Nagyszuhával egyesítették Hrnčiarska Ves néven.

## Népessége
| Év:            | 1994. | 2004.   | 2014.   | 2024.   |
| -------------- | ----- | ------- | ------- | ------- |
| Emberek száma: | 908   | 938     | 1006    | 936     |
| Eltérés:       |       | +3,30 % | +7,24 % | -6,95 % |

| Év:            | 2023. | 2024.   |
| -------------- | ----- | ------- |
| Emberek száma: | 932   | 936     |
| Eltérés:       |       | +0,42 % |

1880-ban Pongyelok 397 lakosából 334 szlovák és 47 magyar anyanyelvű volt. Nagyszuha 371 lakosából 321 szlovák és 38 magyar anyanyelvű volt.
1890-ben Pongyelok 455 lakosából 418 szlovák és 36 magyar anyanyelvű volt. Nagyszuha 417 lakosából 357 szlovák és 36 magyar anyanyelvű volt.
1900-ban Cserepes 412 lakosából 369 szlovák és 41 magyar anyanyelvű volt. Nagyszuha 429 lakosából 388 szlovák és 40 magyar anyanyelvű volt.
1910-ben Cserepes 426 lakosából 355 szlovák és 61 magyar anyanyelvű volt. Nagyszuha 407 lakosából 337 szlovák és 38 magyar anyanyelvű volt.
1921-ben Cserepest 396-an (ebből 365 csehszlovák és 27 magyar, 127 római katolikus és 259 evangélikus), Nagyszuhát 381-en (ebből 369 szlovák és 4 magyar, 362 római katolikus) lakták.
1930-ban Cserepes 573 lakosából 545 csehszlovák és 10 magyar volt. Nagyszuha 397 lakosából 383 csehszlovák és 12 magyar volt.
A két falu 1964-ben egyesült.
1991-ben 940 lakosából 788 szlovák és 6 magyar volt.
2001-ben 925 lakosából 876 szlovák és 5 magyar volt.
2011-ben 976 lakosából 850 szlovák és 8 magyar volt.

## Híres személyek
- Nagyszuhán született 1933-ban Eduard Kojnok római katolikus pap, rozsnyói püspök.

## Nevezetességei
- Nagyszuha római katolikus temploma 1815-ben épült klasszicista stílusban. Harangtornya 1851-ben készült.
- Cserepes evangélikus temploma 1630-ban épült, 1695-ben bővítették.
- A porcelángyár épülete a 18. században létesült.
- 1650-ben épített nemesi kúria található a faluban.
- Maštinec nevű ásványvízforrása.